# Jack Lousma

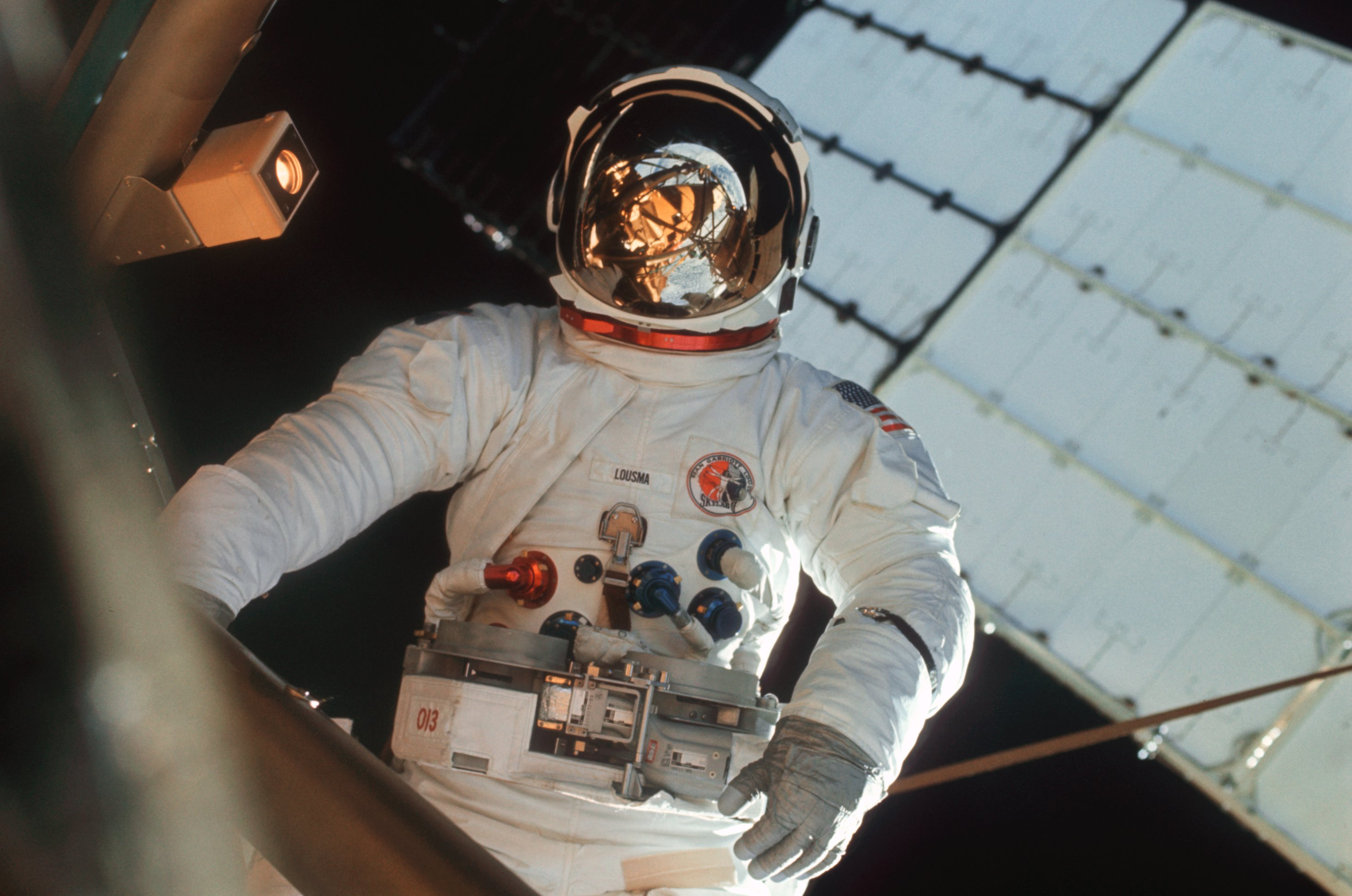
Jack Lousma podczas prac na zewnątrz Skylaba, 6 sierpnia 1973

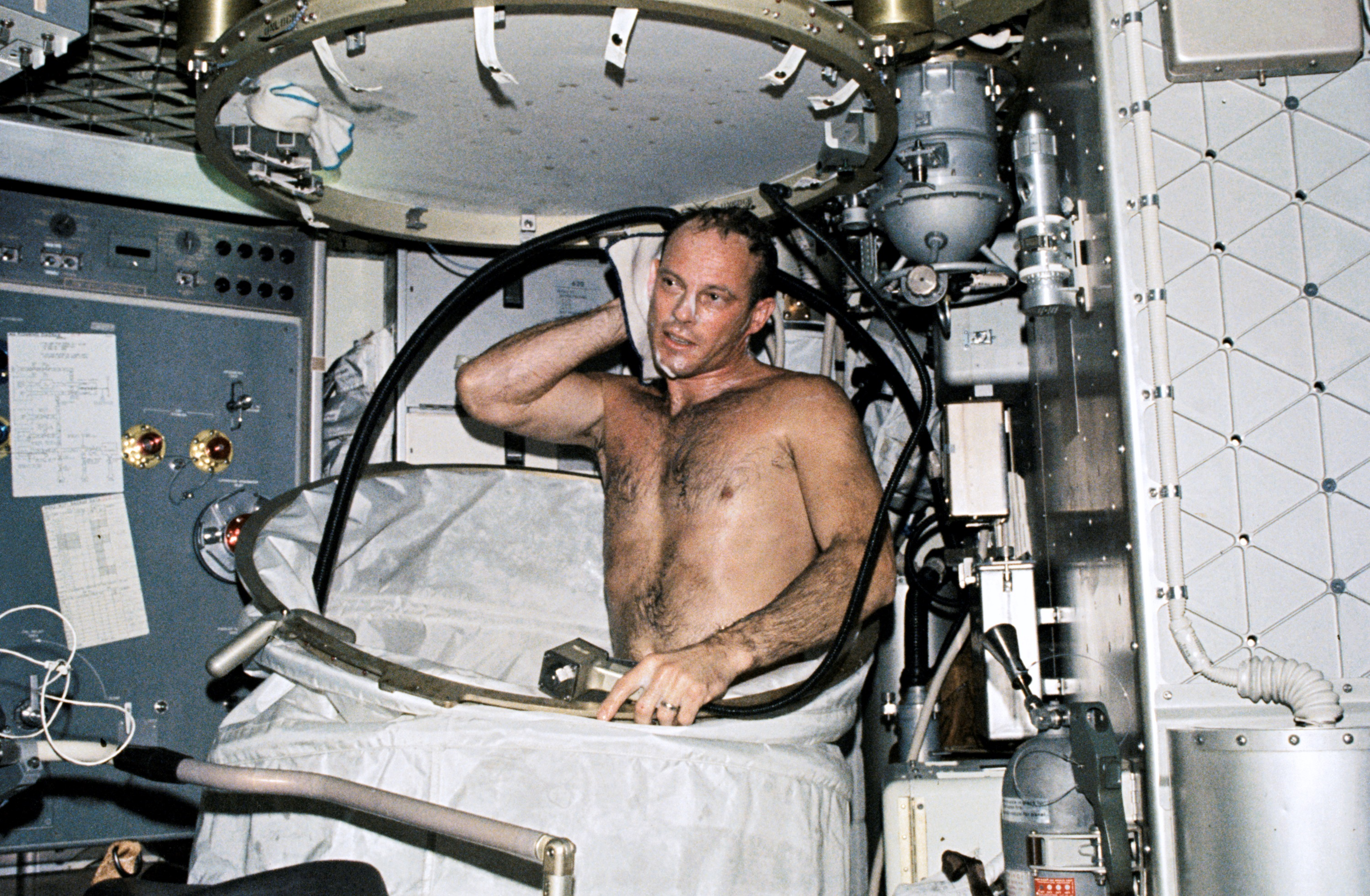
Jack Lousma pod prysznicem podczas misji Skylab SL-3

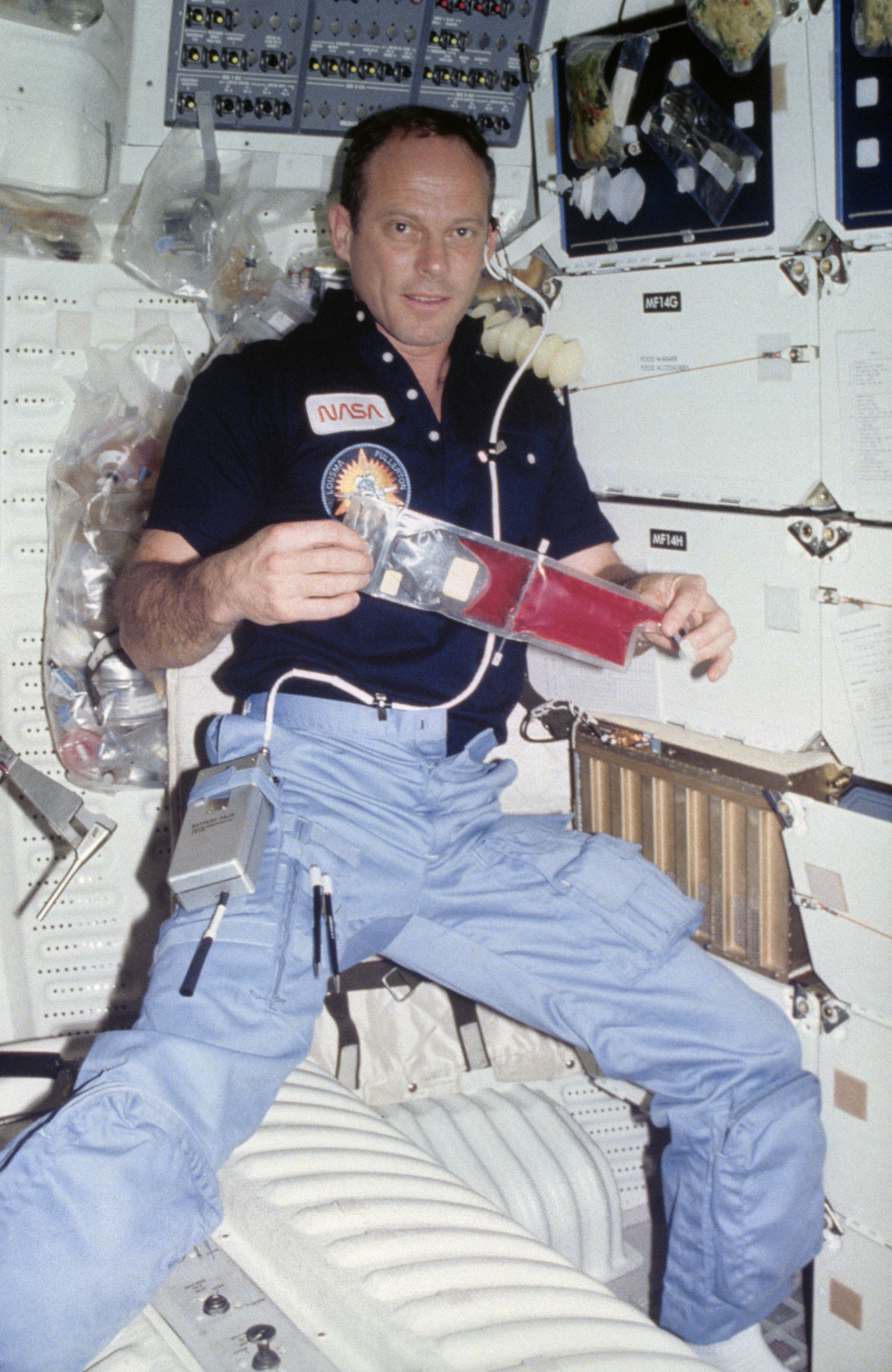
Jack Lousma podczas jednego
z eksperymentów misji STS-3

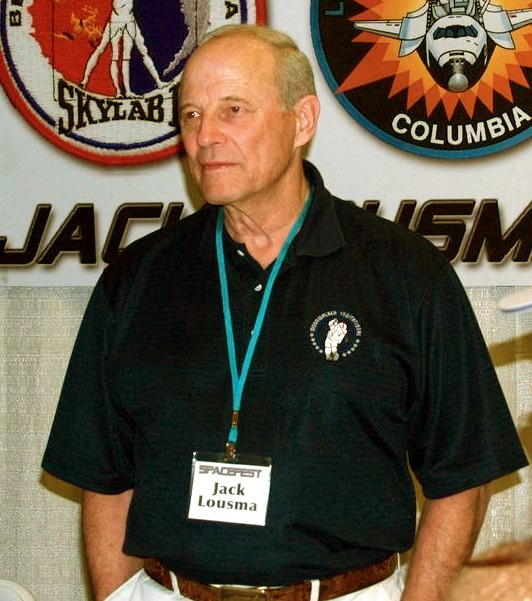
Jack Lousma, 2009

Jack Robert Lousma (ur. 29 lutego 1936 w Grand Rapids) – amerykański astronauta, pułkownik-pilot United States Marine Corps w stanie spoczynku.

## Wykształcenie i służba wojskowa
Szkołę średnią (Ann Arbor High School) ukończył w Ann Arbor w stanie Michigan.
- 1959 – został absolwentem stanowego Uniwersytetu Michigan, uzyskując licencjat z inżynierii lotniczej. Po studiach wstąpił do Korpusu Piechoty Morskiej Stanów Zjednoczonych.
- 1960 – po zakończeniu przeszkolenia lotniczego w Naval Air Training Command zdobył kwalifikacje pilota wojskowego. Skierowano go do służby w 224 eskadrze szturmowej (VMA-224) 2 skrzydła Lotnictwa Morskiego (2nd Marine Air Wing).
  - Później służył w bazie lotniczej Iwakuni w Japonii. Do momentu zaliczenia do Korpusu Astronautów NASA był pilotem samolotu rozpoznawczego w 2 eskadrze zagłuszania elektronicznego – VMCJ-2, w składzie 2 skrzydła Lotnictwa Morskiego w bazie Cherry Point w Karolinie Północnej. Później został skierowany do Centrum Lotów Kosmicznych imienia Lyndona B. Johnsona w Houston.
- 1965 – po zakończeniu nauki w Podyplomowej Szkole Marynarki Wojennej (Naval Postgraduate School) otrzymał tytuł magistra inżynierii lotniczej.
- 1983 – w stopniu pułkownika przeszedł do rezerwy.

Jako pilot wylatał 7000 godzin (wliczając loty kosmiczne), z czego 4500 na pokładzie samolotów z napędem odrzutowym.

## Kariera astronauty i praca w NASA
- 4 kwietnia 1966 zakwalifikował się do piątej grupy astronautów NASA (NASA 5(inne języki)). Był jednym z 19 kandydatów przyjętych wówczas do Korpusu Astronautów NASA.
- 1969 – podczas wyprawy Apollo 9 był członkiem naziemnej załogi wspierającej, natomiast podczas lotu Apollo 10 był jednym z czterech astronautów, którzy utrzymywali łączność (CapCom) z astronautami przebywającymi w kosmosie.
- 1970 – pełnił funkcję operatora łączności (CapCom) podczas misji Apollo 13. Był w składzie załogi podstawowej statku Apollo 20 (lot odwołano z powodu cięć budżetowych).
- Styczeń 1972 – został desygnowany jako pilot do załogi podstawowej misji Skylab 3.
- 28 lipca – 25 września 1973 – uczestniczył w locie statku Skylab 3.
- 1973 – został wyznaczony do załogi rezerwowej amerykańsko-radzieckiego programu Apollo-Soyuz Test Project (ASTP).
- 1976 – uczestniczył w pracach projektowo-konstrukcyjnych wahadłowca kosmicznego.
- 1977 – wszedł w skład załogi misji STS 2A, planowanej na 1979, której zadaniem miało być przesunięcie stacji orbitalnej Skylab na wyższą orbitę (Skylab Rendezvous Mission). Dowódcą misji mianowano Freda Haise’a. Wyprawę jednak odwołano, ponieważ prom kosmiczny był gotowy do lotu dopiero w 1981, a stacja zeszła z orbity w 1979.
- 22–30 marca 1983 – uczestniczył w locie STS-3 na pokładzie wahadłowca Columbia.
- 1983 – odszedł z Korpusu Astronautów NASA.

## Loty załogowe

### Skylab 3
28 lipca 1973 wystartował na pokładzie statku kosmicznego Apollo w kierunku stacji orbitalnej Skylab z misją oznaczoną jako Skylab SL-3. Podczas wyprawy pełnił funkcję pilota. W skład załogi weszli również: Charles Conrad – dowódca i Owen Garriott – pilot-naukowiec. Po dokonaniu inspekcji stacji z zewnątrz astronauci przycumowali kapsułę Apollo do Skylaba. Załoga stacji kontynuowała jej dalszą naprawę. 6 sierpnia 1973 Garriott i Lousma przez sześć i pół godziny pracowali na zewnątrz stacji, instalując nowy ekran ochronny, dzięki temu udało się uzyskać w jej wnętrzu właściwą temperaturę – 21 °C. Podczas misji poświęcono ponad 300 godzin obserwacjom Słońca. Obserwowano również zasoby naturalne Ziemi. Prowadzono także badania naukowe z zakresu biologii (dotyczyły one m.in. wpływu nieważkości na organizm ludzki). Wykonano ponad 16 000 fotografii. 24 sierpnia Lousma przez cztery i pół godziny jeszcze raz pracował na zewnątrz Skylaba. 25 września 1973, po ponad 59 dniach lotu, trójka astronautów powróciła na Ziemię, szczęśliwie wodując na Oceanie Spokojnym.

### STS-3
22 marca 1982 wystartował w kosmos jako dowódca misji STS-3 – pilotem podczas tej wyprawy był Charles Gordon Fullerton. Po raz pierwszy w ramach programu Space Shuttle start promu odbył się dokładnie w pierwotnie wyznaczonym dniu. Był to trzeci testowy lot orbitalny wahadłowca Columbia. Podstawowym celem misji było, tak jak w poprzednich dwóch lotach Columbii, dalsze testowanie wahadłowca w warunkach lotu kosmicznego. Program lotu został jednak rozszerzony również o eksperymenty naukowe. Podczas lotu kadłub promu był wystawiany na działanie wysokich temperatur. Astronauci przeprowadzili ponadto próby z obciążonym ramieniem manipulatora RMS. W ładowni promu znajdowała się ważąca blisko cztery tony paleta OSS-1, którą wyposażono w sprzęt do badań przestrzeni kosmicznej (w tym do badania zanieczyszczeń wywołanych przez wahadłowiec) i innych eksperymentów, oraz pięciotonowy zestaw urządzeń pomiarowych DFI (Development Flight Instrumentation). Realizowane podczas misji eksperymenty dotyczyły takich dziedzin nauki jak fizyka plazmy, heliofizyka, technologia i biologia. Jeden z eksperymentów był projektem uczniów szkolnych, powstałym w ramach Shuttle Student Involvement Program (SSIP). Lot był pierwotnie zaplanowany na siedem dni, ale zła pogoda (silny wiatr) w kalifornijskiej bazie Edwards spowodowała, że lądowanie przeniesiono do bazy White Sands w Nowym Meksyku, przedłużając misję o jeden dzień. Ostatecznie wahadłowiec wylądował 30 marca.

## Po opuszczeniu NASA
- Listopad 1984 – był kandydatem Partii Republikańskiej w wyborach do Senatu Stanów Zjednoczonych ze stanu Michigan. Uzyskał jednak tylko 47% głosów i przegrał z kandydatem Partii Demokratycznej – Carlem Levinem.
- 1985 – był jednym ze współzałożycieli firmy CAMUS, Inc. w Huntsville.
  - Pełnił funkcję wiceprezesa ds. marketingu i sprzedaży w Aerosport, Inc. w Ann Arbor oraz prezesa w Diamond General Development Corporation.

## Odznaczenia i nagrody
- NASA Distinguished Service Medal (1973 i 1982)
- Navy Distinguished Service Medal (1974)
- Navy Astronaut Wings (1974)
- Robert J. Collier Trophy (1974)
- Dyplom FAI im. Władimira M. Komarowa (1974)
- Dr Robert H. Goddard Memorial Trophy (1975)
- AAS Flight Achievement Award (1975)
- Defense Distinguished Service Medal (1982)
- Umieszczenie nazwiska w International Space Hall of Fame w Muzeum Historii Kosmosu Nowego Meksyku (New Mexico Museum of Space History) w Alamogordo (1982)
- Honorowy doktorat Hope College (1982)
- Honorowy doktorat Uniwersytetu Michigan (1983)
- Universal Astronaut Insignia za lot orbitalny (nr 63) – Stowarzyszenie Uczestników Lotów Kosmicznych (Association of Space Explorers(inne języki))[1]

## Wykaz lotów
| Loty kosmiczne, w których uczestniczył Jack R. Lousma                   | Loty kosmiczne, w których uczestniczył Jack R. Lousma | Loty kosmiczne, w których uczestniczył Jack R. Lousma | Loty kosmiczne, w których uczestniczył Jack R. Lousma | Loty kosmiczne, w których uczestniczył Jack R. Lousma | Loty kosmiczne, w których uczestniczył Jack R. Lousma |
| Nr                                                                      | Data startu                                           | Data lądowania                                        | Statek kosmiczny                                      | Funkcja                                               | Czas trwania                                          |
| ----------------------------------------------------------------------- | ----------------------------------------------------- | ----------------------------------------------------- | ----------------------------------------------------- | ----------------------------------------------------- | ----------------------------------------------------- |
| 1                                                                       | 28 lipca 1973                                         | 25 września 1973                                      | Skylab 3                                              | Pilot                                                 | 59 dni 11 godzin 9 minut i 4 sekundy                  |
| 2                                                                       | 22 marca 1982                                         | 30 marca 1982                                         | STS-3 Columbia F-3                                    | Dowódca misji                                         | 8 dni 4 minuty i 46 sekund                            |
| Łączny czas spędzony w kosmosie – 67 dni 11 godzin 13 minut i 50 sekund |                                                       |                                                       |                                                       |                                                       |                                                       |